# Natação nos Jogos Olímpicos de Verão de 2020 - 200 m borboleta feminino
A competição dos 200 m borboleta feminino da natação nos Jogos Olímpicos de Verão de 2020 foi disputada entre 27 e 29 de julho de 2021 no Centro Aquático, em Tóquio. Um total de 16 nadadoras de 13 Comitês Olímpicos Nacionais (CON) participaram do evento.

## Qualificação
O tempo de qualificação olímpica ao evento foi de 2min08s43. Até duas nadadoras por Comitê Olímpico Nacional (CON) poderiam se qualificar automaticamente nadando naquele tempo em um evento de qualificação aprovado. Por sua vez, o tempo de seleção olímpica foi de 2min12s28. Até uma nadadora por CON estaria elegível para a qualificação com esse tempo com sua entrada classificada em um ranking até que o número de participantes fosse atingido. CONs sem uma nadadora qualificada em qualquer evento poderiam obter seus lugares através das vagas de universalidade.

## Formato
A competição consiste em três rodadas: preliminares, semifinais e final. As nadadoras com os 16 melhores tempos nas baterias preliminares avançam as semifinais. Já as nadadoras com os 8 melhores tempos nas semifinais avançam a final. Desempates (swim-offs) são utilizados conforme necessário para quebrar os empates de avanço a próxima rodada.

## Calendário
Horário local (UTC+9)
| Data                | Horário | Fase         |
| ------------------- | ------- | ------------ |
| 27 de julho de 2021 | 19:25   | Preliminares |
| 28 de julho de 2021 | 10:55   | Semifinais   |
| 29 de julho de 2021 | 11:25   | Final        |

## Medalhistas
| Ouro   | CHN Zhang Yufei     |
| Prata  | USA Regan Smith     |
| Bronze | USA Hali Flickinger |

## Recordes
Antes desta competição, os recordes mundiais e olímpicos da prova eram os seguintes:
| Tipo | Atleta       | Tempo   | Local   | Data                  |
| ---- | ------------ | ------- | ------- | --------------------- |
|      | Liu Zige     | 2:01.81 | Jinan   | 21 de outubro de 2009 |
|      | Jiao Liuyang | 2:04.06 | Londres | 1 de agosto de 2012   |

Os seguintes recordes mundiais e/ou olímpicos foram estabelecidos durante esta competição:
| Data                | Evento | Atleta          | Tempo   | Notas            |
| ------------------- | ------ | --------------- | ------- | ---------------- |
| 29 de julho de 2021 | Final  | CHN Zhang Yufei | 2:03.86 | Recorde olímpico |

## Resultados

### Preliminares
As nadadoras com as 16 primeiras colocações, independente da bateria, avançam as semifinais. Como Katinka Hosszú desistiu do evento, todas as dezesseis nadadoras restantes garantiram a classificação para as semifinais.
| Pos. | Bateria | Raia | Nadadora              | CON                | Tempo   | Notas |
| ---- | ------- | ---- | --------------------- | ------------------ | ------- | ----- |
| 1    | 3       | 4    | Zhang Yufei           | CHN China          | 2:07.50 | Q     |
| 2    | 2       | 4    | Hali Flickinger       | USA Estados Unidos | 2:08.31 | Q     |
| 3    | 1       | 5    | Yu Liyan              | CHN China          | 2:08.36 | Q     |
| 4    | 1       | 4    | Regan Smith           | USA Estados Unidos | 2:08.46 | Q     |
| 5    | 3       | 5    | Boglárka Kapás        | HUN Hungria        | 2:08.58 | Q     |
| 6    | 1       | 6    | Svetlana Chimrova     | ROC                | 2:08.84 | Q     |
| 7    | 3       | 3    | Laura Stephens        | GBR Grã-Bretanha   | 2:09.00 | Q     |
| 8    | 2       | 6    | Alys Thomas           | GBR Grã-Bretanha   | 2:09.06 | Q     |
| 9    | 2       | 3    | Brianna Throssell     | AUS Austrália      | 2:09.34 | Q     |
| 10   | 2       | 2    | Helena Bach           | DEN Dinamarca      | 2:09.37 | Q     |
| 11   | 3       | 6    | Franziska Hentke      | GER Alemanha       | 2:09.98 | Q     |
| 12   | 1       | 2    | Defne Taçyıldız       | TUR Turquia        | 2:10.00 | Q     |
| 13   | 1       | 3    | Suzuka Hasegawa       | JPN Japão          | 2:10.43 | Q     |
| 14   | 3       | 2    | Ana Catarina Monteiro | POR Portugal       | 2:11.45 | Q     |
| 15   | 3       | 7    | Remedy Rule           | PHI Filipinas      | 2:12.23 | Q     |
| 16   | 2       | 7    | Julimar Ávila         | HON Honduras       | 2:15.36 | Q,    |
| 17   | 2       | 5    | Katinka Hosszú        | HUN Hungria        | DNS     |       |

### Semifinais
As nadadoras com as 8 primeiras colocações, independente da bateria, avançam a final.
| Pos. | Bateria | Raia | Nadadora              | CON                | Tempo   | Notas |
| ---- | ------- | ---- | --------------------- | ------------------ | ------- | ----- |
| 1    | 2       | 4    | Zhang Yufei           | CHN China          | 2:04.89 | Q     |
| 2    | 1       | 4    | Hali Flickinger       | USA Estados Unidos | 2:06.23 | Q     |
| 3    | 2       | 3    | Boglárka Kapás        | HUN Hungria        | 2:06.59 | Q     |
| 4    | 1       | 5    | Regan Smith           | USA Estados Unidos | 2:06.64 | Q     |
| 5    | 2       | 5    | Yu Liyan              | CHN China          | 2:07.04 | Q     |
| 6    | 2       | 2    | Brianna Throssell     | AUS Austrália      | 2:08.41 | Q     |
| 7    | 1       | 3    | Svetlana Chimrova     | ROC                | 2:08.62 | Q     |
| 8    | 1       | 6    | Alys Thomas           | GBR Grã-Bretanha   | 2:09.07 | Q     |
| 9    | 2       | 1    | Suzuka Hasegawa       | JPN Japão          | 2:09.42 |       |
| 10   | 2       | 6    | Laura Stephens        | GBR Grã-Bretanha   | 2:09.49 |       |
| 11   | 1       | 1    | Ana Catarina Monteiro | POR Portugal       | 2:09.82 |       |
| 12   | 1       | 2    | Helena Bach           | DEN Dinamarca      | 2:10.05 |       |
| 13   | 2       | 7    | Franziska Hentke      | GER Alemanha       | 2:10.89 |       |
| 14   | 1       | 7    | Defne Taçyıldız       | TUR Turquia        | 2:11.27 |       |
| 15   | 2       | 8    | Remedy Rule           | PHI Filipinas      | 2:12.89 |       |
| 16   | 1       | 8    | Julimar Ávila         | HON Honduras       | 2:16.38 |       |

### Final
As três nadadoras mais rápidas na final conquistaram as medalhas.
| Pos.              | Raia | Nadadora          | CON                | Tempo   | Notas            |
| ----------------- | ---- | ----------------- | ------------------ | ------- | ---------------- |
| Medalha de ouro   | 4    | Zhang Yufei       | CHN China          | 2:03.86 | Recorde olímpico |
| Medalha de prata  | 6    | Regan Smith       | USA Estados Unidos | 2:05.30 |                  |
| Medalha de bronze | 5    | Hali Flickinger   | USA Estados Unidos | 2:05.65 |                  |
| 4                 | 3    | Boglárka Kapás    | HUN Hungria        | 2:06.53 |                  |
| 5                 | 1    | Svetlana Chimrova | ROC                | 2:07.70 |                  |
| 6                 | 2    | Yu Liyan          | CHN China          | 2:07.85 |                  |
| 7                 | 8    | Alys Thomas       | GBR Grã-Bretanha   | 2:07.90 |                  |
| 8                 | 7    | Brianna Throssell | AUS Austrália      | 2:09.48 |                  |

Legenda
| Recorde mundial      | Recorde mundial (World record)               |                       | Recorde africano                      | Recorde africano (African) |                                           | Q | Classificado por posição (Qualified) |
| Recorde olímpico     | Recorde olímpico (Olympic record)            | Recorde da América    | Recorde da América (Americas)         | q                          | Classificado por melhor tempo (Qualified) |   |                                      |
| Melhor marca do ano  | Melhor marca do ano (World leading)          | Recorde asiático      | Recorde asiático (Asian)              | DNS                        | Não largou (Did not start)                |   |                                      |
| Recorde nacional     | Recorde nacional (National record)           | Recorde europeu       | Recorde europeu (European)            | DNF                        | Não terminou (Did not finish)             |   |                                      |
| Recorde pessoal      | Recorde pessoal do atleta (Personal best)    | Recorde da Oceania    | Recorde da Oceania (Oceania)          | DSQ / DQ                   | Desclassificado (Disqualified)            |   |                                      |
| Recorde da temporada | Recorde da temporada do atleta (Season best) | Recorde sul-americano | Recorde sul-americano (South America) | NM                         | Sem marca (No mark)                       |   |                                      |